# Silvan Sidler
Silvan Eli Sidler (sinh ngày 7 tháng 7 năm 1998) là một cầu thủ bóng đá người Thụy Sĩ thi đấu ở vị trí hậu vệ trái cho Luzern tại Giải bóng đá vô địch quốc gia Thụy Sĩ.

## Sự nghiệp chuyên nghiệp
Sidler ra mắt chuyên nghiệp for Luzern trong chiến thắng 3-0 tại Giải bóng đá vô địch quốc gia Thụy Sĩ trước FC St. Gallen vào ngày 5 tháng 11 năm 2017.